# Банг-Киттильсен, Борк Классённ
Борк Классенн Банг-Киттильсен (норв. 	Bork Classønn Bang-Kittilsen; род. 22 марта 2005, Ларвик, Эстланд) — норвежский футболист, нападающий клуба «Одд».

## Клубная карьера
Банг-Киттильсен — воспитанник клубов «Нансет», «Саннефьорд» и «Одд». В 2022 году игрок начал выступать за дублирующий состав последних. 7 мая 2023 года в матче против «Тромсё» он дебютировал в Элитсерии. В этом же поединке Борк забил свой первый гол за «Одд».

## Международная карьера
В 2024 году в составе юношеской сборной Норвегии Банг-Киттильсен принял участие в юношеском чемпионате Европы в Северной Ирландии. На турнире он сыграл в матчах против сборных Италии, Украины, Северной Ирландии и Турции.